# Wooncoöperatie
Een wooncoöperatie is in Nederland een vorm van collectief wonen. Bewoners bepalen samen hoe zij woongelegenheden (woningen, gebouw), terrein en directe omgeving beheren. Soms zijn bewoners ook betrokken bij het ontwerp. De wooncoöperatie vormt een woongemeenschap waarin bewoners meer of minder samenwerken en met elkaar delen. Dat varieert van bijvoorbeeld een gemeenschappelijke tuin tot een gezamenlijk huishouden, van gemeenschappelijk ingekochte zorg tot gezamenlijke opvang van kinderen.
Sinds de invoering van de Woningwet 2015 is de wooncoöperatie een officieel erkende vorm tussen huur en koop, een derde woonvorm. Een wooncoöperatie is juridisch een vereniging met volledige rechtsbevoegdheid die zich ten doel stelt om haar leden in staat te stellen zelfstandig te voorzien in het beheer en onderhoud van de door hen bewoonde woongelegenheden en de direct daaraan grenzende omgeving.
Eigenaren of huurders van ten minste vijf in elkaars nabijheid gelegen woongelegenheden die financieel, administratief, bouwtechnisch, stedenbouwkundig of anderszins een eenheid vormen of gaan vormen, kunnen een wooncoöperatie oprichten.
Verschillende gemeenten waaronder Amsterdam en Rotterdam ondersteunen burgers bij het vormen van wooncoöperaties.

## Geschiedenis
De eerste wooncoöperaties in de zin van een rechtspersoon waarbij bewoners gezamenlijk woningen bouwen en beheren voor zichzelf ontstonden begin twintigste eeuw. De in 1901 ingevoerde woningwet was aanleiding voor een groep initiatiefnemers, geleid door Harke Keegstra, om samen te gaan bouwen in een coöperatief verband, in de Museum-Concertgebouwbuurt in Amsterdam. Op 16 oktober 1908 werd daarvoor de 'Amsterdamsche Coöperatieve Woningvereeniging "Samenwerking"' opgericht. De vereniging bestond destijds uit tweeëntwintig leden.
Vanaf 1969 werd in Nederland gedacht over Centraal wonen, een nieuwe vorm van gemeenschappelijk wonen. In 1977 werd het eerste Centraal wonen project in Nederland opgeleverd, de Wandelmeent in Hilversum. Hierbij lagen eigendom en uiteindelijke zeggenschap echter nog bij een woningcorporatie.
De wooncoöperatie als organisatievorm werd in 2015 wettelijk verankerd in de Woningwet, op initiatief van PvdA-senator Adri Duivesteijn.
De eerste nieuwe wooncoöperatie volgens Woningwet 2015 werd in 2016 gevormd in Friesland.
Vanwege het succes van een pilot met een wooncoöperatie, genaamd De Warren, op het kunstmatige eiland Centrumeiland,  onderdeel van IJburg, besloot de Amsterdamse gemeenteraad op 31 oktober 2018 om de pilot uit te breiden door 3 wooncoöperaties aan het woonprogramma voor Centrumeiland toe te voegen, ten koste van marktwoningen. Vervolgens zijn in totaal 10 kavels op de markt gebracht.